# Wolfgang Dahmen
Wolfgang Dahmen (Linnich, RFA, 19 de octubre de 1949) es un deportista alemán que compitió para la RFA en taekwondo. Ganó una medalla de plata en el Campeonato Mundial de Taekwondo de 1975, y una medalla de bronce en el Campeonato Europeo de Taekwondo de 1976.

## Palmarés internacional
| Campeonato Mundial | Campeonato Mundial   | Campeonato Mundial | Campeonato Mundial |
| Año                | Lugar                | Medalla            | Categoría          |
| ------------------ | -------------------- | ------------------ | ------------------ |
| 1975               | Seúl (Corea del Sur) | Medalla de plata   | –63 kg             |
| Campeonato Europeo |                      |                    |                    |
| Año                | Lugar                | Medalla            | Categoría          |
| 1976               | Barcelona (España)   | Medalla de bronce  | –63 kg             |